# Узкоротая кошачья акула
Узкоротая кошачья акула (лат. Schroederichthys bivius) — распространённый, но малоизученный вид рода пятнистых кошачьих акул (Schroederichthys) семейства кошачьих акул (Scyliorhinidae). Эндемик юго-западной части Атлантического и юго-восточной части Тихого океана. Максимальный размер составляет 61 см.

## Таксономия
Впервые вид был описан в 1838 году в книге «Systematische Beschreibung der Plagiostomen». Голотип собой представляет особь, пойманную у мыса Доброй Надежды длиной 69 см. Поскольку ареал узкоротых кошачьих акул не распространяется на эту территорию, было сделано предположение, что чучело голотипа привезли из Южной Америки в Южную Африку на корабле.

## Ареал и среда обитания
Эти акулы обитают на континентальном шельфе в юго-западной части Атлантического и юго-восточной части Тихого океана у берегов Бразилии и Чили на глубине 10—359 м.

## Описание
У узкоротой кошачьей акулы довольно стройное тело и узкое закруглённое рыло. У молодых акул туловище и хвост очень тонкие. Ноздри обрамлены треугольными кожаными складками. Этому виду присущ нехарактерный для кошачьих акул половой диморфизм. Рот сравнительно узкий и длинный, особенно у взрослых самцов. Основание первого спинного плавника расположено немного позади основания брюшных плавников. Первый и второй спинные плавники приблизительно одинакового размера. Второй спинной плавник больше анального плавника. Его основание расположено позади основания анального плавника.
У взрослых самцов зубы почти в 2 раза крупнее и длиннее, чем у самок. Максимальная длина у самцов составляет 80 см, а у самок — 70. Фоновый окрас серо-коричневого цвета, по нему разбросаны 7—8 седловидных тёмно-коричневых пятен, кроме того, имеются несколько крупных тёмных и белых отметин.

## Биология
Максимальный размер составляет 80 см. Размножается, откладывая по паре яиц за один раз. Беременные самки попадаются чаще осенью (апрель—май) и весной (август — сентябрь). В качестве природных питомников узкоротые кошачьи акулы используют эстуарии рек, например Риа Дезеадо. Самцы и самки достигают половой зрелости пр длине 53 см и 40 см, соответственно. Летом эти акулы питаются в основном десятиногими ракообразными Munida subrugosa, причём у самцов рацион разнообразнее, чем у самок. Например, костистые рыбы чаще становятся добычей самцов длиной более 40 см.

## Взаимодействие с человеком
Опасности для человека не представляет. Коммерческой ценности не имеет. В качестве прилова попадает в донные тралы. Для определения статуса сохранности вида недостаточно данных.